# Eurithia heilongjiana
Eurithia heilongjiana là một loài ruồi trong họ Tachinidae.